# Городище-Пустоваровское
Городи́ще-Пустова́ровское (укр. Городище-Пустоварівське) — село, входит в Белоцерковский район Киевской области Украины.
Население по переписи 2001 года составляло 1083 человека. Почтовый индекс — 09310. Телефонный код — 4569. Занимает площадь 2,906 км². Код КОАТУУ — 3221681601.

## Местная власть
09300, Київська обл., Білоцерківський р-н, смт Володарка, вул. Кооперативна, 9